# Tidarren argo
Tidarren argo là một loài nhện trong họ Theridiidae.
Loài này thuộc chi Tidarren. Tidarren argo được miêu tả năm 2001 bởi Knoflach & Antonius van Harten.